# 大瑟尔

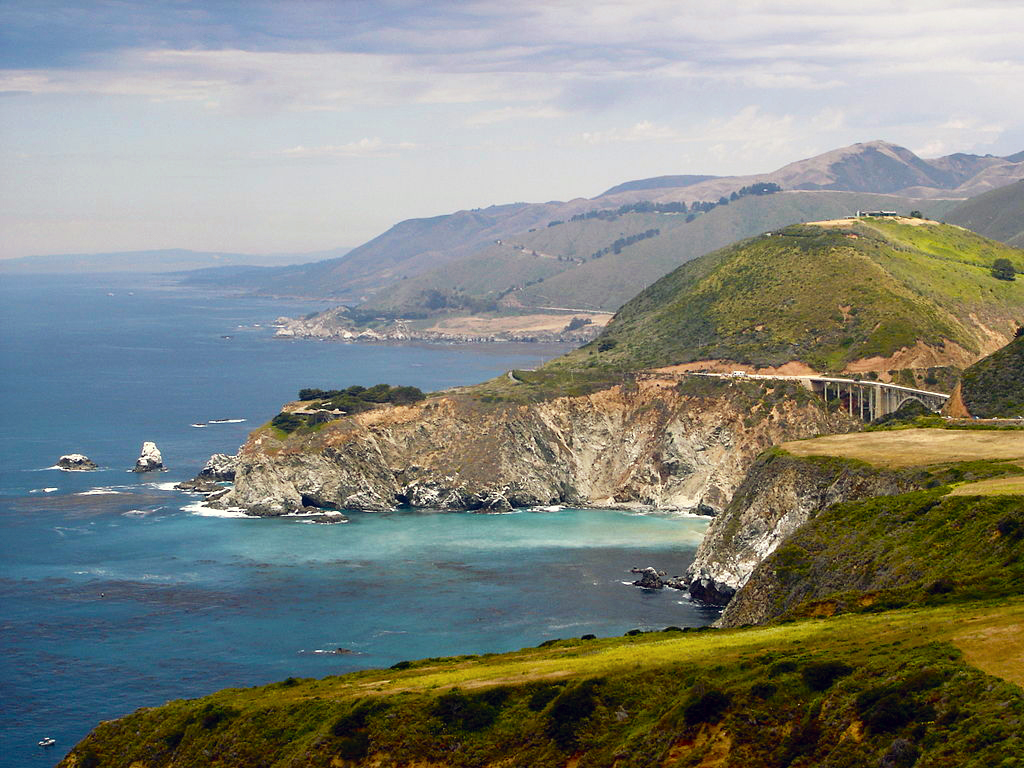
大瑟尔的海岸线（圖右為比克斯比溪大橋）

大瑟尔（英語：Big Sur），又譯為大蘇爾，碧蘇爾，是美國加利福尼亚州中海岸中自卡梅爾高地（Carmel Highlands）至圣西蒙（San Simeon）的一段多山区域，以景色秀丽闻名。

## 地理

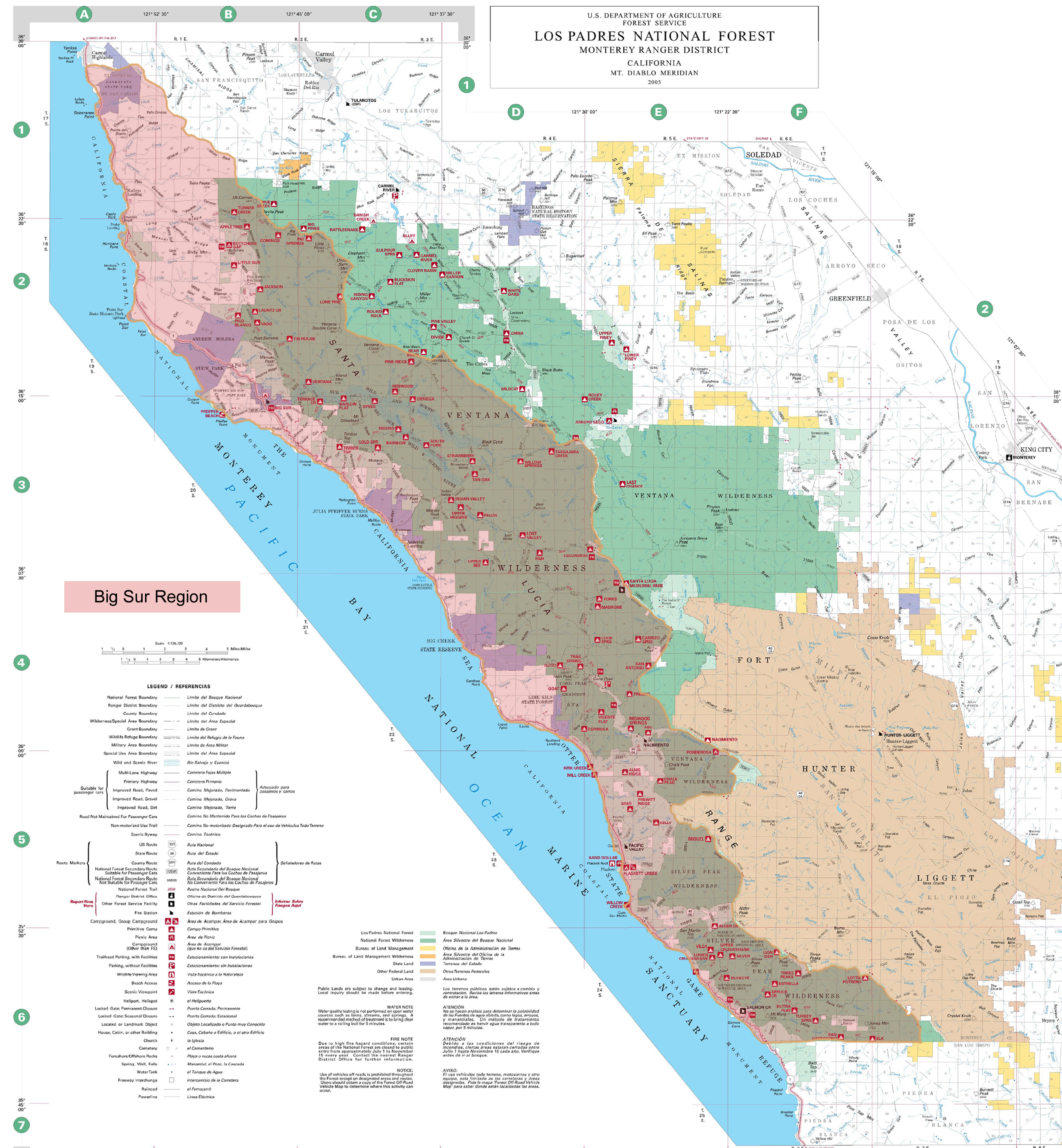
大蘇爾的大約範圍。

大蘇爾河與小蘇爾河是此地的主要河流。

## 历史
最初的西班牙语名称是（南方大鄉間），簡稱（大南方）。这段路包括许多悬岩、海岸，有着丰富的动植物资源，是加州著名的旅游景点。有包括朱莉娅·菲佛·伯恩斯州立公园、菲佛大瑟尔州立公园、安德鲁·莫勒拉州立公园在内的7个州立公园。北部有瑟尔峰州立歷史公园，上有瑟尔峰灯塔。周边景点有赫斯特城堡、新卡馬爾多利隱修院等等。
蘋果公司於2020年6月所發表的macOS 11.0版作業系統，依循以加州地景命名之慣例，命名為「Big Sur」。

## 文學作品
詩人罗宾逊·杰弗斯的許多詩以此地為場景。亨利·米勒的回憶錄《大蘇爾和希羅尼穆斯波希的橙子》描寫了他住在此地的生活。